# Liveri
Liveri es un municipio italiano localizado en la ciudad metropolitana de Nápoles, región de Campania. Cuenta con 1630 habitantes. Posee una superficie de 2,71 km².
Limita con Carbonara di Nola, Nola, Palma Campania, San Paolo Bel Sito y Visciano, en la ciudad metropolitana de Nápoles, y con Domicella y Marzano di Nola, en la provincia de Avellino.

## Evolución demográfica
| Gráfica de evolución demográfica de Liveri entre 1861 y 2011 |
|                                                              |
| Fuente ISTAT - elaboración gráfica de Wikipedia              |